# Smokvolistna buča
Smokvolistna buča tudi »figovolistna buča« (znanstveno ime Cucurbita ficifolia) je gojena vrsta buče, ki spada v družino bučevk.

## Značilnosti
Plodovi so veliki, temnozeleni, marmorirani z belim vzorcem. Plodni pecelj je dolg, tanek in peterorob. Gladke in zelo trde lupine zrele buče z nožem ni mogoče prerezati. Listi so srednje veliki, temnozeleni, s svetlimi črtami in zelo spominjajo na figovec, po katerem je buča dobila ime. Smokvolistna buča je v tropskih krajih večletna rastlina, ki se zelo razraste, vreže dosežejo dolžino tudi do 20 m.  Semena so črna in zelo težko kaljiva. Sredica je zelo bela, čvrsta, vlaknata in sladka.

## Zgodovina
Buča izvira iz ameriške celine, čeprav natančno središče udomačitve ni jasno. Jezikovni dokazi nakazujejo na Mehiko, zaradi široke uporabe imen, ki temeljijo na poimenovanju »chilacayohtli« v jeziku Nahuatl, katere segajo daleč na jug, vse do Argentine. Po drugi strani pa arheološki dokazi kažejo na Peru, ker so tam našli najzgodnejše ostanke te buče. Biosistematika ni mogla potrditi nobene hipoteze.
Arheološki zapisi kažejo, da je bila nekoč najbolj razširjena buča v Ameriki, ki so jo gojili od severnega Čila in severozahodne Argentine do Mehike. Smokvolistna buča so iz Južne Amerike razširili na Malabarsko obalo v Indiji v 16. in 17. stoletju, preden so jo spoznali v Evropi. Tudi nekatera lokalno razširjena poimenovanja, kot so »azijska buča«, »malabarska buča«, »siamska buča« odražajo to pot širjenja v Evropo.